# Microregione di Amapá
Amapá è una microregione dello Stato dell'Amapá in Brasile, appartenente alla mesoregione di Norte do Amapá.

## Comuni
Comprende 3 municipi:
- Amapá
- Pracuúba
- Tartarugalzinho